# Textilkunst des Mittelalters

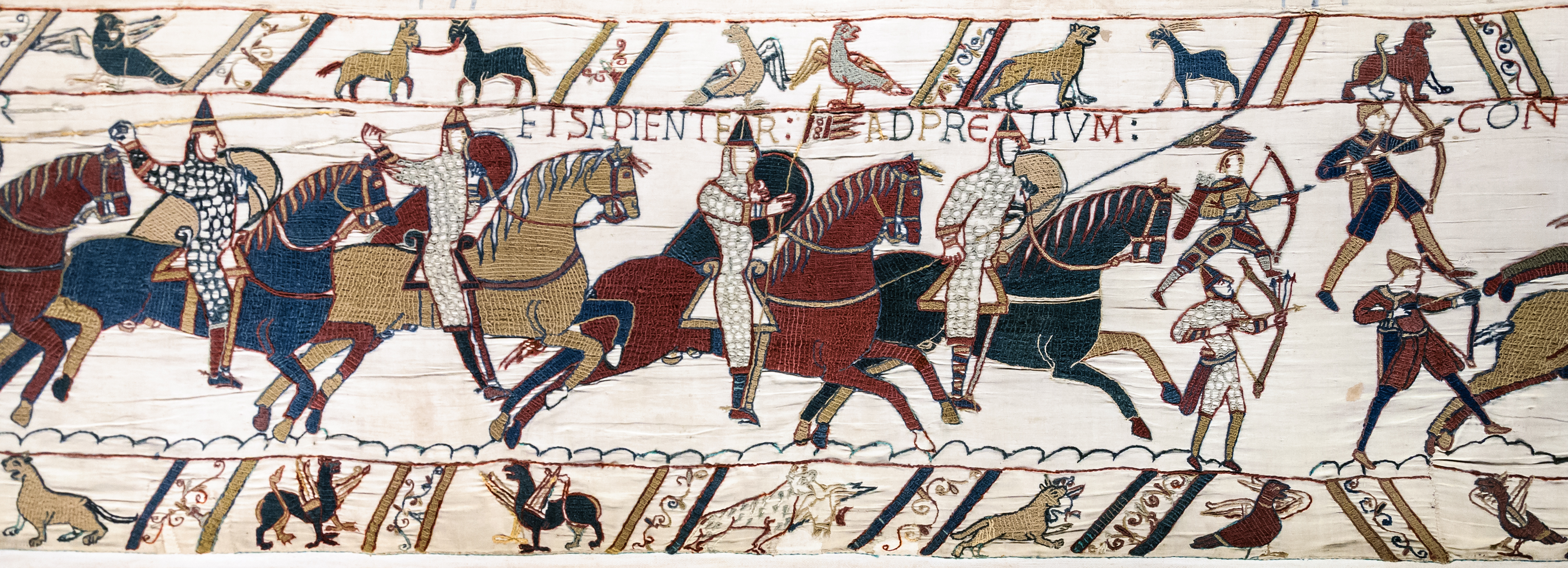
Der Teppich von Bayeux, Abschnitt; um 1070

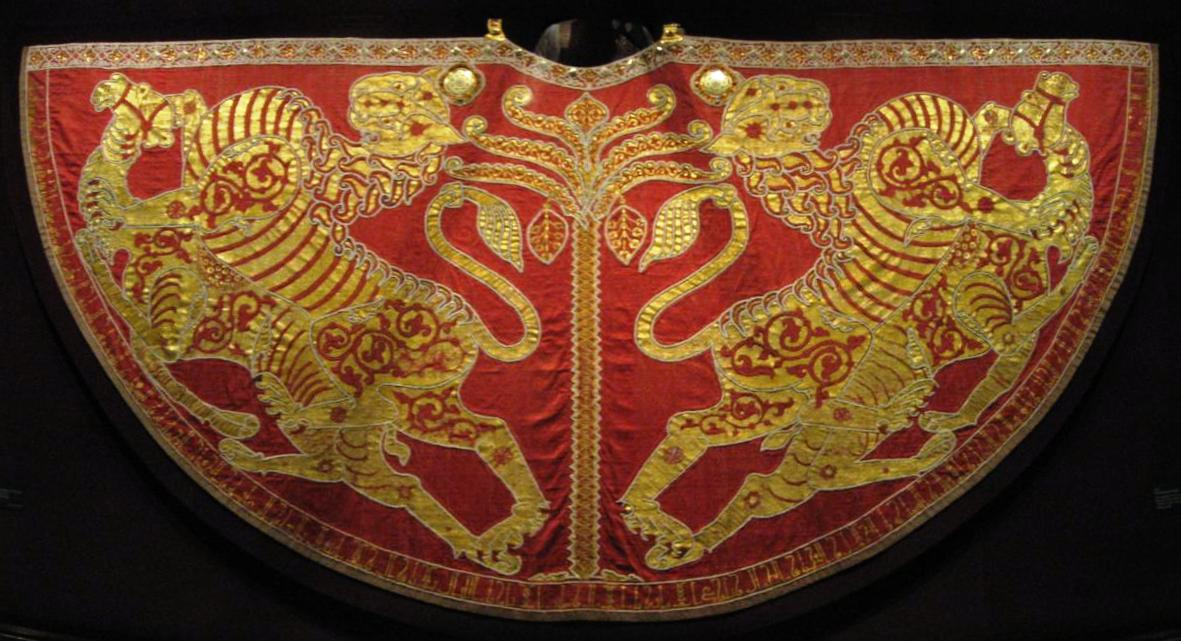
Krönungsmantel; Samt mit Seiden-, Gold- und Perlenstickerei,
12. Jahrhundert;
Wiener Schatzkammer

Die Textilkunst des Mittelalters umfasst vor allem Paramente, liturgische Gewänder, bestickte Antependien, Velen, Hungertücher und Teppiche. Sie dienten neben der liturgischen Nutzung und der kirchlichen, höfischen und städtischen Repräsentation auch als mobile Träger von Geschichten.

## Material
Als Materialien für Gobelins, Teppiche und Gewänder wurde Leinwand, Wollstoff oder Seide verwendet, Stickfäden waren ebenfalls aus Seide und Wolle, sowie Gold- und Silberfäden, dazu kamen gelegentlich auch Perlen und Edelsteine.

## Motive

### Tiermotive

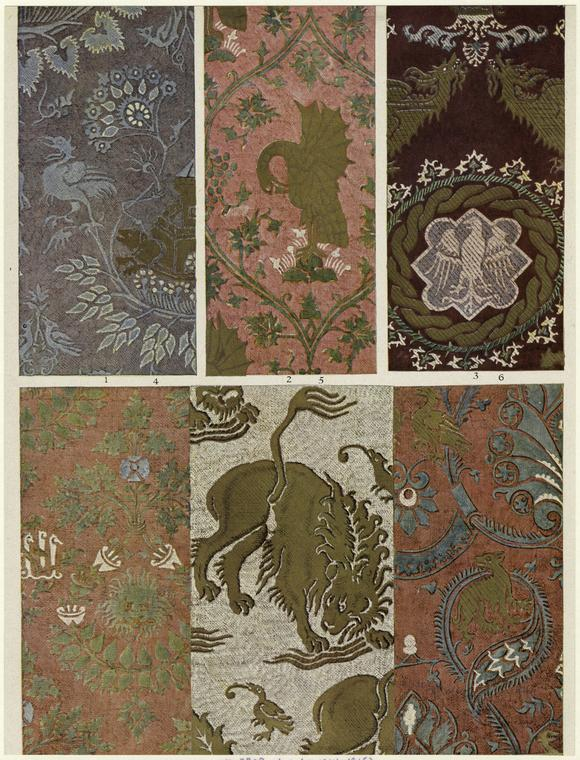
Italienischer Seidendamast mit Tiermotiven, um 1300

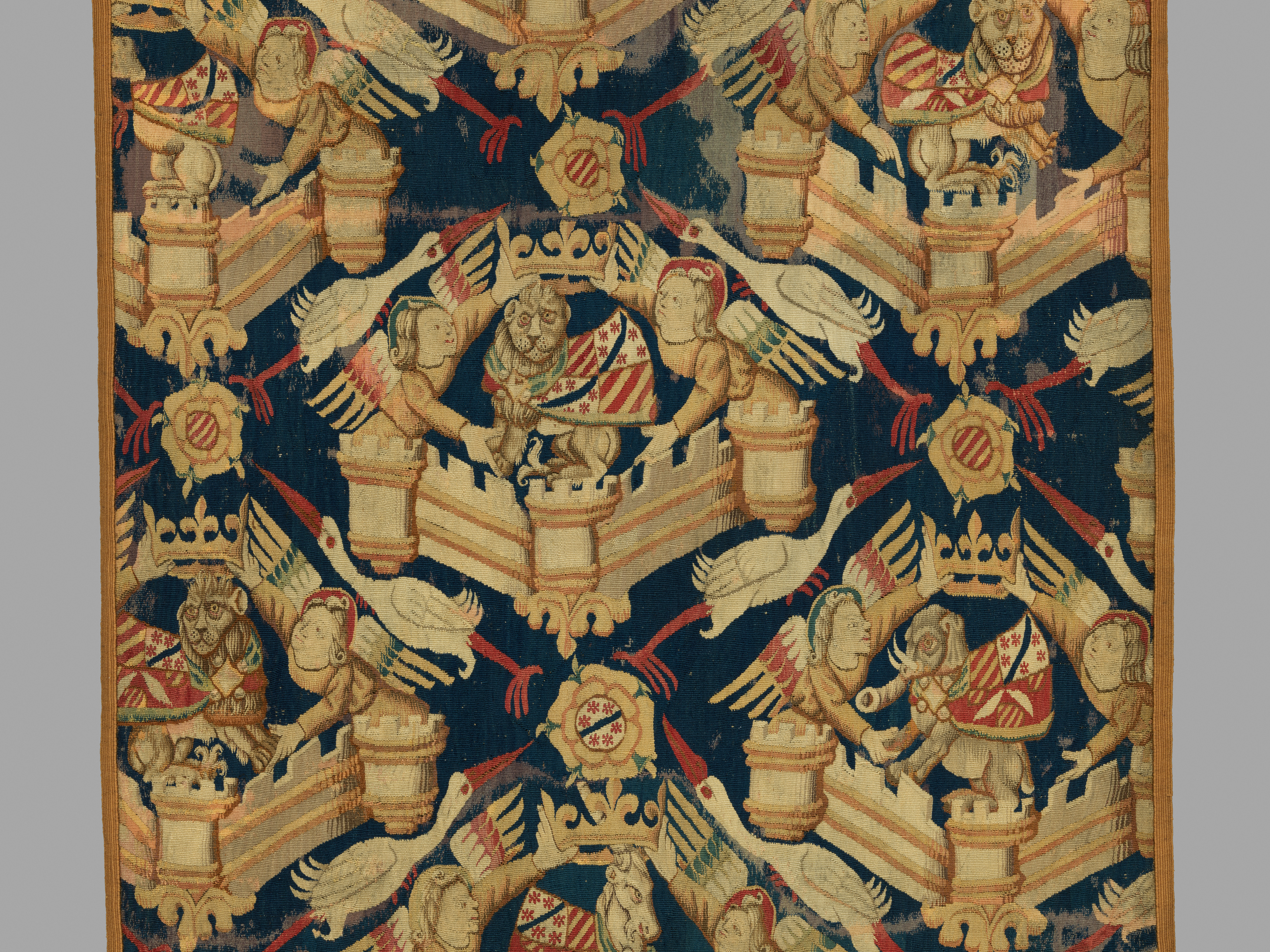
Ausschnitt aus einem Wappenteppich, nach 1350; Reichsmuseum Amsterdam

Tiermotive waren vor allem im 13. und 14. Jahrhundert sehr beliebt. Eine Hauptquelle für die symbolbeladene Darstellung von Tieren in sakralem Zusammenhang war der Physiologus, der vor allem in lateinischen Übersetzungen in zahlreichen Handschriften und Textfassungen verbreitet war. An den Höfen und in der gesellschaftlichen Elite waren gemusterte Seiden, deren Bilder sich zu lebhaften Szenen zusammenfügten, Statussymbol der gesellschaftlichen Elite. Die kostbaren Materialien und der aufwendige Prozess des Webens machten die Textilien zu begehrten Luxusgütern.

#### Pelikan und Panther
In der Sonderausstellung 2016 der Abegg-Stiftung befindet sich ein Kirchengewand, das vermutlich in der zweiten Hälfte des 14. Jahrhunderts entstand. Auf dem Kleidungsstück reiht sich das Motiv eines Pelikans und eines Panthers, die sich gegenüberstehen. Der Pelikan füttert seine Jungen mit Fleisch aus seiner eigenen Brust. Die Darstellung ist bezogen auf den Physiologus, einer im zweiten Jahrhundert n. Chr. verfassten Naturlehre. Diese beschreibt, wie sich der Pelikan für seine Jungen aufopfert. Aus christlicher Perspektive interpretiert, macht ihn das zum Sinnbild selbstloser Hingabe. Der Panther wird im Physiologus als sanftes, friedfertiges Tier, dem alle anderen Tiere folgen, beschrieben. Somit gelten beide Tiere als Symbol für Christus.

#### Heraldische Tiere
Tiermotive ließen sich häufig auf Wappen finden. Weit verbreitet waren Löwen, Adler und Kraniche, deren ihnen zugeschriebene Eigenschaften die unanfechtbare Herrschaft bestimmter Adelsfamilien untermauerten. Bei Ritterturnieren, deren Teilnehmer durch die Rüstungen nicht zu erkennen waren, standen die heraldischen Tiere stellvertretend für die kämpfende Person. Viele Stoffe zeigten sich Wiederholende Muster aus Wappen, Spruchbändern und heraldischen Tieren und fungierten als Statussymbol und Mittel zur öffentlichen Kommunikation.

#### Jagdmotive

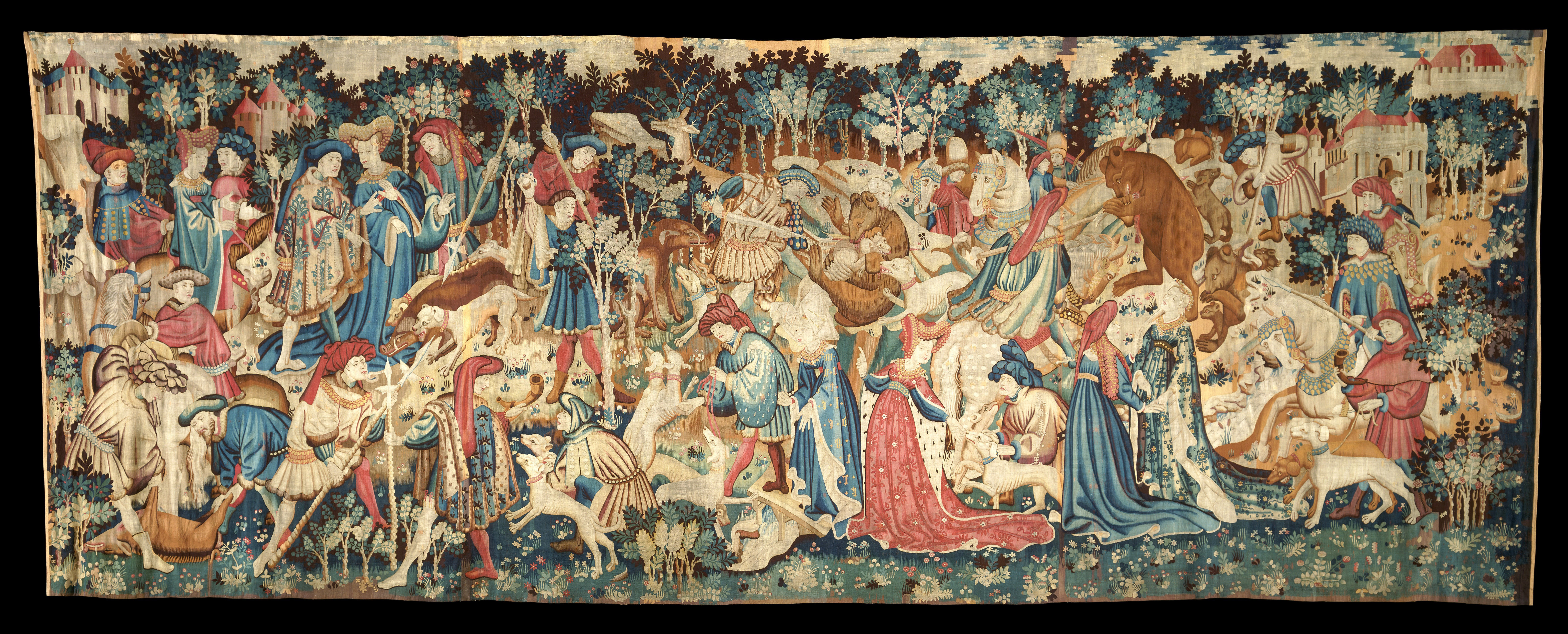
Devonshire Hunting Tapestries, nach 1420;
Victoria and Albert Museum

Darstellungen einander jagender oder von Jägern erlegten Tieren waren weit verbreitet. Die Motive, die auch springende Hunde und an Ästen hängende Hörner beinhalten, bilden in ihrer Gesamtheit oft kleine Erzählungen. Sie spiegelten die mittelalterliche Hochwildjagd wider, die ein Recht der Herrschaft war. Es handelte sich dabei viel mehr um einen privilegierten Zeitvertreib, als um eine Maßnahme zur Nahrungsbeschaffung.

### Allgemeines
- Hermann Schmitz: Bildteppiche. Geschichte der Gobelinwirkerei. Verlag für Kunstwissenschaft, Berlin 1919.
- Betty Kurth: Gotische Bildteppiche aus Frankreich und Flandern. Riehn & Reusch, München 1923.
- Betty Kurth: Die deutschen Bildteppiche des Mittelalters. 3 Bände. Schroll, Wien 1926.
- Marie Schütte (Hrsg.): Gestickte Bildteppiche und Decken des Mittelalters. 2 Bände. Hiersemann, Leipzig 1927–1930.
- Roger-A. d’Hulst: Flämische Bildteppiche des XIV. bis XVII. Jahrhunderts. Brüssel 1961.
- Renate Kroos: Niedersächsische Bildstickereien des Mittelalters. Deutscher Verlag für Kunstwissenschaft, Berlin 1970.
- Christina Cantzler: Bildteppiche der Spätgotik am Mittelrhein 1400-1550. Tübingen 1990.
- Leonie von Wilckens: Die textilen Künste. Von der Spätantike bis um 1500. Beck, München 1991.
- Anna Rapp Buri, Monica Stucky-Schürer: Zahm und Wild. Basler und Straßburger Bildteppiche des 15. Jahrhunderts. 3. Auflage, Von Zabern, Mainz, 1993.
- Anna Rapp Buri, Monica Stucky-Schürer: Burgundische Tapisserien. Hirmer, München 2001.
- Tanja Kohwagner-Nikolai: „Per manus sororum...“. Niedersächsische Bildstickereien im Klosterstich (1300–1583). Meidenbauer, München 2006.
- Kristin Böse, Silke Tammen (Hrsg.): Beziehungsreiche Gewebe. Textilien im Mittelalter. Lang, Frankfurt am Main u. a. 2012.

### Medientransfer
- Lisa Monnas: Merchants, Princes and Painters. Silk Fabrics in Italian and Northern Paintings, 1300–1550. New Haven: Yale University Press 2008, ISBN 978-0-300-11117-0.